# رطل لكل بوصة مربعة
الرطل على البوصة المربعة وحدة قياس للضغط في النظام الإنجليزي القديم الذي لا يزال متبعا في الولايات المتحدة.
بشكل أكثر دقة، قوة ضغط الرطل على بوصة مربعة، هي وحدة قياس الضغط أو الإجهاد على أساس نظام أفردوبويز. وهو الضغط الناتج من قوة واحد باوند يطبق على مساحة بوصة مربعة واحدة.